# Sir Isumbras
Sir Isumbras es el héroe de un romance medieval compuesto en inglés medio.
El romance circulaba por Inglaterra en fechas anteriores a 1320, cuando William de Nassington hizo referencias a él en su obra Speculum Vita. 

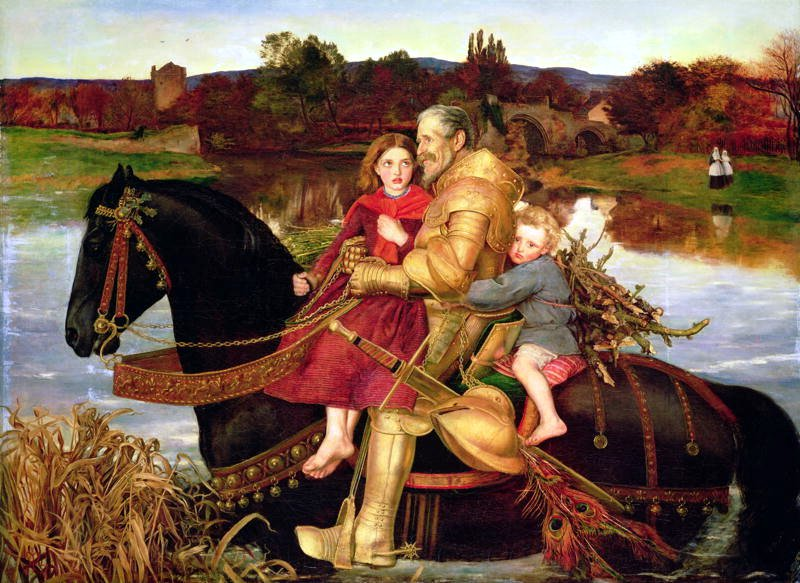
Sir Isumbras en el vado de John Everett Millais.

## Argumento
Según la Cambridge History of English and American Literature, el tema de Sir Isumbras es el de la humildad cristiana, siendo la historia una adaptación de la leyenda de San Eustaquio. 
Sir Isumbras es un orgulloso caballero al que se le ofrece elegir entre la felicidad en su juventud o en su vejez. Escoge la última, y pierde su alta posición por designio de la Providencia: se le despoja de sus posesiones y de su familia, y finalmente, se convierte en un vagabundo. Tras muchas privaciones, aprende el oficio de herrero y vuelve a forjar su armadura, tras lo cual marcha a la batalla contra un sultán. Más tarde, llega a la corte de la reina de dicho sultán, que resulta ser su esposa largo tiempo perdida. Intenta cristianizar las tierras islámicas sobre las que ahora gobierna, provocando una rebelión y siendo derrotado en batalla hasta que sus hijos regresan milagrosamente a su lado volviendo el curso de la batalla a su favor.

## Difusión
El poema era casi desconocido hasta que fue publicado en la mitad del siglo XIX.
Tom Taylor, el editor de Punch, añadió varias líneas parodiando el estilo original.